# Брайант-парк
Бра́йант-парк (англ. Bryant Park) — парк в Мидтауне на Манхэттене. Брайант-парк расположен между Пятой и Шестой авеню и между 40-й и 42-й улицами. Непосредственно к востоку от парка находится Нью-Йоркская публичная библиотека.

## История
Местность, на которой ныне расположен парк, была объявлена территорией общего пользования ещё в 1686 году решением губернатора колонии Нью-Йорк Томаса Донгана. С 1823 по 1840 год на этом месте было кладбище для бедняков и бродяг. В 1842 году в восточной части нынешнего парка был сооружён Кротонский распределительный резервуар. В западной же части был разбит парк Резервуар-сквер (англ. Reservoir Square). В 1853 году в рамках всемирной индустриальной выставки на его месте был возведён Хрустальный дворец. Уже в 1858 (по другим данным — в 1856) году он сгорел дотла. В 1884 году парк получил своё нынешнее название в честь поэта и журналиста Уильяма Брайанта. В конце XIX века на месте Кротонского резервуара началось возведение Нью-Йоркской публичной библиотеки, открывшейся в 1911 году.
Возведение в 1870-х годах эстакадной железной дороги вдоль Шестой авеню негативно сказалось на привлекательности Брайант-парка: он снискал популярность у бродяг и маргиналов. В 1932 году городские власти приняли решение построить в парке копию Федерал-холла и взимать плату за вход. Однако уже в 1934 году строение было снесено. В 1935 году Брайант-парк по проекту архитектора Ласби Симпсона был поднят на 1,2 метра над уличным уровнем и обнесён железным забором. В парке была разбита лужайка, проложены дорожки из голубоватого глинистого песчаника и высажены платаны, привезённые из Лондона. Несмотря на эти усилия, в середине XX века парк оставался пристанищем для асоциальных элементов. Попытки облагородить Брайант-парк продолжались: в 1966 году власти города ввели программу еженедельных представлений, концертов и показов мод. Тем не менее, парк продолжал приходить в упадок. В 1970-х годах он стал популярным местом наркоторговли. Наконец, в 1979 году Фонд братьев Рокфеллер совместно с попечителями Нью-Йоркской публичной библиотеки создал Корпорацию восстановления Брайант-парка (с 2006 года — Корпорация Брайант-парк, англ. Bryant Park Corporation). Её целью было объявлено развитие парка и создание в прилежащем к нему районе комфортных для бизнеса условий. В том же году в парке были расставлены книжные киоски и построены кафе. Всего период реорганизации, проводившейся под руководством урбаниста Уильяма Уайта, длился десять лет.
Ныне преступность в парке сошла на нет, в нём имеется бесплатный Wi-Fi, а под его лужайкой оборудовано книгохранилище, совокупная протяжённость книг которого составляет почти 130 км. С 2005 года в Брайант-парке на зимний период заливается каток.
- Полки с книгами вокруг парка
- Каток в ноябре 2011 года